# بیچارگان (فیلم)
بیچارگان (انگلیسی: Poor Things) فیلمی محصول ۲۰۲۳ به کارگردانی یورگوس لانتیموس و نویسندگی تونی مک‌نامارا است. این فیلم بر پایهٔ رمانی به همین نام نوشتهٔ آلاسدایر گری چاپ سال ۱۹۹۲ است و در آن گروهی از بازیگران شامل اما استون، مارک رافلو، ویلم دفو، رامی یوسف، کریستوفر ابوت و جراد کارمایکل حضور دارند. در داستان، زن جوانی از دوره ویکتوریا اقدام به خودکشی می‌کند اما از طریق پیوند مغز نجات می‌یابد و به سفر ماجراجویانه‌ای به‌منظور خودشناسی می‌رود.
در اوایل سال ۲۰۰۹ لانتیموس با آلاسدایر گری در اسکاتلند دیدار کرد تا حق اقتباس رمان را به دست آورد. پس از دوره‌ای که پروژه در برزخ توسعه قرار داشت، کارگردان حین فیلم‌برداری فیلمش سوگلی (۲۰۱۸) که استون در آن نقش‌آفرینی می‌کرد، رمان بیچارگان را مورد بازنگری قرار داد. لانتیموس برای نقش اصلی به استون مراجعه کرد و سایر بازیگران در سال ۲۰۲۱ به پروژه پیوستند. تصویربرداری اصلی از اوت تا دسامبر همان سال در مجارستان صورت گرفت.
بیچارگان نخستین بار ۱ سپتامبر ۲۰۲۳ در هشتادمین جشنواره بین‌المللی فیلم ونیز به نمایش درآمد که در آن‌جا برندهٔ شیر طلایی شد، و در ۸ دسامبر ۲۰۲۳ به‌وسیلهٔ سرچلایت پیکچرز در ایالات متحده اکران شد. بیچارگان نقدهای مثبتی دریافت کرد و از سوی انستیتوی فیلم آمریکا و هیئت ملی بازبینی فیلم، یکی از ۱۰ فیلم برتر سال نام گرفت. بیچارگان چهار جایزه در مراسم اسکار، پنج جایزه در مراسم بفتا و دو جایزه در مراسم گلدن گلوب برنده شد و در هر سه مراسم، استون جایزهٔ بهترین بازیگر زن را دریافت کرد.

## داستان
در لندن ویکتوریایی، مکس مک‌کندلز که دانشجوی پزشکی است دستیار جراح عجیب و غریب گادوین بکستر می‌شود. او عاشق فرزندخواندهٔ گادوین، زنی جوان با رفتارهای کودکانه به‌نام بِلا می‌شود. گادوین فاش می‌کند که این زن باردار بود و با پریدن از بالای پل خودش را کشته‌است. گادوین مغز این زن را با مغز جنین متولدنشده‌اش جایگزین کرد و در نتیجه او ذهن نوزادی داشت و نامش را بلا بکستر نهاد.
مکس با تشویق گادوین از بلا تقاضای ازدواج می‌کند. بلا می‌پذیرد، اما همان‌طور که هوش او به سرعت رشد می‌کند، در مورد دنیای بیرون و خودش کنجکاو می‌شود. او با کاوش در بدن خود، خودارضایی و لذت جنسی را کشف می‌کند. او با دانکن ودربرن، یک وکیل فاسد که بکستر او را برای قرارداد ازدواج استخدام کرد، فرار می‌کند. گادوین که تصمیم می‌گیرد بلا را رها کند، آزمایش جدیدی را با زن جوانی به نام فلیسیتی آغاز می‌کند که بسیار کندتر از بلا بالغ می‌شود.
بلا و دانکن به سفر بزرگی می‌روند که از لیسبون آغاز می‌شود. هنگامی که کنترل بلا برای دانکن دشوار می‌شود، دانکن او را به‌صورت قاچاقی به یک کشتی تفریحی می‌برد. بلا با مسافران مارتا و هری دوست می‌شود و آن دو ذهن او را به روی فلسفه باز می‌کنند. دانکن تلاش می‌کند تا رشد او را متوقف کند اما بی‌نتیجه است. او خشمگین می‌شود و به مشروب‌خوری و قمار می‌پردازد. بلا در حین توقف در اسکندریه شاهد رنجش فقرا است و مضطرب می‌شود. او پول برنده‌شده در مسابقهٔ دانکن را به اعضای بی‌وجدان خدمه می‌سپارد، که به دروغ قول می‌دهند پول را به نیازمندان بدهند. بلا و دانکن قادر به پرداخت هزینهٔ باقیمانده سفر نیستند، و در مارسی رها و راهی پاریس می‌شوند. بلا به‌دنبال پول و محل اقامت، در یک فاحشه‌خانه شروع به کار می‌کند. دانکن که خشمگین شده، دچار اختلال می‌شود و بلا او را رها می‌کند. در فاحشه‌خانه، او تحت سرپرستی مادام سوینی قرار می‌گیرد و با فاحشه دیگری به نام توینت دوست می‌شود که او را با سوسیالیسم آشنا می‌کند.
گادوین که اکنون بیمار لاعلاج است، از مکس می‌خواهد که بلا را نزد او بیاورد. مکس پس از ردیابی دانکن، که در تیمارستان تحت مراقبت است، او را پیدا می‌کند. بلا در لندن با گادوین آشتی و برنامه‌های خود را برای ازدواج با مکس تجدید می‌کند. مراسم عروسی توسط دانکن و ژنرال آلفی بلسینگتون برچیده می‌شود. آلفی، بلا را ویکتوریا خطاب می‌کند، و می‌گوید که آن‌ها پیش از ناپدید شدنش ازدواج کرده‌اند و او آمده‌است تا بلا را پس بگیرد. او مکس را رها می‌کند تا از زندگی گذشته‌اش مطلع شود، اما سرشت خشن و سادیستی آلفی را کشف می‌کند و متوجه می‌شود که ویکتوریا برای فرار از او خودکشی کرده‌است.
آلفی بلا را در عمارت خود حبس می‌کند. او با اسلحه بلا را تهدید می‌کند که در معرض ختنه قرار می‌گیرد و از او می‌خواهد که یک آرام‌بخش بنوشد. بلا داروی آرام‌بخش را به صورت او پرتاب می‌کند و پس از کشمکش، آلفی به‌طور تصادفی قبل از غش شدن به پای خود شلیک می‌کند. گادوین در حالی که بلا و مکس در کنارش هستند در آرامش می‌میرد. بلا تصمیم می‌گیرد با کمک مکس و توینت، راه گادوین را دنبال کند؛ و مغز یک بز را به‌وسیلهٔ پیوند مغز درون مغز آلفی قرار می‌دهند.

## بازیگران
- اما استون در نقش بلا بکستر
- مارک رافلو در نقش دانکن ودربرن
- ویلم دفو در نقش دکتر گادوین بکستر
- رامی یوسف در نقش مکس مک‌کندلز
- جراد کارمایکل در نقش هری آستلی
- کریستوفر ابوت در نقش آلفی بلسینگتون
- مارگارت کوالی در نقش فلیسیتی
- کاترین هانتر در نقش سوینی
- سوزی بمبا در نقش توئِـنِت
- وِین برت در نقش کشیش
- جان لاک در نقش سرپیشخدمت
- کِیت هندفورد در نقش کیتی
- اوون گو در نقش جرالد
- هانا شیگولا در نقش مارتا فون کرتزراک
- رافائل تیری در نقش ساوُر، قصاب
- کیلی فورسایت در نقش اَلیسون خدمتکار
- ویکی پپرداین در نقش خانم پریم
- دیمین بونارد در نقش پدر
- تام استرتن در نقش کارگزار
- فادو در نقش زن خواننده
- جرسکین فندریکس در نقش نوازندهٔ رستوران در لیسبون

## تولید

### توسعه
یورگوس لانتیموس سال‌های پیش از توسعهٔ فیلم، فیلم‌نامهٔ بیچارگان را مطالعه کرد و برای به دست آوردن حق انتشار، با نویسنده، آلاسدایر گری ملاقات کرد. لانتیموس گفت: «او ۸۰ ساله بود [زمانی که ما ملاقات کردیم]، و به محض اینکه به آنجا رسیدم، دندان نیش را دیده بود و گفت: 'دوستم را مجبور کردم دی‌وی‌دی را راه بیندازد، چون نمی‌دانم چطور این چیزها را بکار بیندازم، اما فکر می‌کنم تو بسیار با استعدادی، مرد جوان'.» به گفتهٔ لانتیموس، گری او را به یک تور شخصی در گلاسکو برد. در آن‌جا گری به لانتیموس چندین مکان را نشان داد که او آن را در داستان گنجانده بود.
حین فیلمبرداری سوگلی (۲۰۱۸)، لانتیموس دوباره این پروژه را بررسی کرد و در مورد آن با اما استون که در این فیلم نیز ایفای نقش کرد صحبت کرد. لانتیموس پس از موفقیت سوگلی به‌طور فعالتری شروع به توسعه بیچارگان کرد. در حین توسعه فیلم، لانتیموس و استون در فیلم کوتاه بلیت (۲۰۲۲) با یکدیگر همکاری کردند.

### پیش‌تولید
بیچارگان به‌طور رسمی در فوریه ۲۰۲۱ اعلام شد. لانتیموس عقیده داشت که همکاری مجدد با استون به او مزیتی برای ساخت می‌دهد، زیرا آنها اعتماد متقابلی نسبت به یکدیگر داشتند.

### انتخاب بازیگران
ویلم دفو برای پیوستن به بازیگران در مارس ۲۰۲۱ وارد مذاکره شد تا آوریل، رامی یوسف در حال مذاکره برای پیوستن بود. پیوستن دفو و یوسف در ماه مه تأیید شد و مارک رافلو و جراد کارمایکل نیز در ماه مه به بازیگران اضافه شدند. در سپتامبر، کریستوفر ابوت به عنوان بازیگر انتخاب شد. در نوامبر، مارگارت کوالی و سوزی بمبا انتخاب شدند، و کاترین هانتر گفت که در این فیلم نیز نقشی داشته‌است.
استون در آماده شدن برای نقش خود، کلاس‌های رقص را گذراند و موهای خود را مشکی کرد. به گفتهٔ او، تغییر رنگ مو تصادفی بود. لانتیموس گفت که موهای تیره آنقدر با رنگ روشن استون در تضاد است که آنها موافقت کردند که با این ظاهر ساخت فیلم را ادامه دهند. استون در توصیف شخصیت بلا، جذب این ایده شد که زنی را دوباره متولد شده با ذهنیتی آزاد و عاری از فشارهای اجتماعی به تصویر بکشد. استون به ویژه از عدم شرمندگی بلا در رابطه با تجربیاتش قدردانی کرد.
یوسف اعلام کرد برای آماده شدن برای نقش‌هایشان، او و دفو در مدرسه‌ای برای کفن و دفن تحصیل کردند. دفو با تأمل در «بازی‌های تئاتر تجربی» که قبل از فیلمبرداری به بازیگران اختصاص داده بود، گفت: «شما با همه بسیار صبور هستید و همه با شما صبور هستند. آنها باید به کاری که انجام می‌دهند اطمینان داشته باشند، زیرا کاری که ما انجام می‌دهیم کاملاً مخاطره‌آمیز است. این یک فیلم معمولی نیست.»
در بحث شخصیت‌پردازی‌های مردانه، لانتیموس اذعان داشت در حالی که هر شخصیت مرد متفاوت بود و انگیزه‌های فردی خود را داشتند، هر کدام نشان‌دهنده نگرش‌های مردانه معمولی از فضای ویکتوریایی داستان بودند. لانتیموس اظهار داشت: «من حدس می‌زنم تغییراتی وجود دارد، اما در این فیلم، تمایل کلی برای کنترل [بلا] وجود دارد—حتی اگر این کار به روشی دلسوزانه یا ظریف انجام شود، به روشی که والدین ممکن است یا [شخصیت دفو] بکستر این کار را می‌کند یا فقط شیفته رمی است.» استون همچنین اظهار داشت که «هر چه بلا اختیار بیشتری می‌گیرد، هر چه بیشتر یادمی‌گیرد و رشد می‌کند، بیشتر این مردان را دیوانه می‌کند. هر چه بیشتر عقیده و خواسته‌ها و نیازهای خودش و همه اینها داشته باشد، آنها را دیوانه می‌کند. آنها می‌خواهند که او به نوعی بی عیب باقی بماند.»

### فیلمبرداری
مراحل فیلم‌برداری در اوت ۲۰۲۱ در مجارستان، یعنی در استودیوهای اوریگو در بوداپست آغاز شد.

## انتشار
بیچارگان اولین نمایش جهانی خود را در هشتادمین جشنواره بین‌المللی فیلم ونیز در ۱ سپتامبر ۲۰۲۳ داشت، و همچنین در جشنواره فیلم نیویورک نمایش داده شد. این فیلم در ۸ دسامبر ۲۰۲۳ به‌وسیلهٔ سرچلایت پیکچرز در ایالات متحده اکران شد. همچنین در ۱۲ ژانویهٔ ۲۰۲۴ در بریتانیا و ایرلند منتشر خواهد شد. این فیلم پیش از این قرار بود در ۸ سپتامبر ۲۰۲۳ منتشر شود، اما به دلیل اعتصابات ۲۰۲۳ سگ-افترا، تا دسامبر آن سال به تعویق افتاد.

## بازخورد

### گیشه
تا ۲۷ فوریه ۲۰۲۴، بیچارگان ۳۳٫۱ میلیون دلار در ایالات متحده و کانادا و نیز ۶۸٫۸ میلیون دلار در سایر کشورها فروش داشته‌است که فروش جهانی آن در کل به ۱۰۱٫۸ میلیون دلار رسیده‌است.
این فیلم در آخر هفته افتتاحیه محدودش از ۹ سالن سینما ۶۴۴٫۰۰۰ دلار به دست آورد که میانگین هر سالن ۷۱٬۵۵۶ دلار (رتبه سوم بهترین فروش در ۲۰۲۳) بود. با گسترش به ۸۲ سینما در آخر هفته بعد، این فیلم ۲٫۲ میلیون دلار فروش داشت و در رده دهم قرار گرفت. در آخر هفته سوم، این فیلم ۲٫۴ میلیون دلار از ۸۰۰ سالن سینما و در مجموع ۳٫۴ میلیون دلار در چهار روز کریسمس به دست آورد. پس از اعلام ۱۱ نامزدی اسکار، این فیلم از ۹۰۰ سالن به ۲٫۳۰۰ سالن در هشتمین هفته اکران خود رسید و ۳٫۰۸ میلیون دلار فروش داشت که افزایشی ۴۳ درصدی نسبت به آخر هفته قبل بود.

### واکنش منتقدان
در وبگاه جمع‌آوری نقد راتن تومیتوز، ٪۹۳ از ۳۳۹ بررسی منتقدان مثبت است و میانگینِ امتیاز آن ۸٫۶/۱۰ است. اجماع این وبگاه چنین می‌نویسد: «بیچارگان که بسیار مبتکرانه و بهتر از حد معمول است، اثر ممتازِ عجیب و غریبِ هوشمندانه‌ای برای کارگردان یورگوس لانتیموس و ستاره اما استون محسوب می‌شود.» این فیلم در متاکریتیک که از میانگین وزنی استفاده می‌کند، بر اساس نظر ۶۱ منتقدین امتیاز ۸۷ از ۱۰۰ را کسب کرده که نشان‌گر «تحسین همگانی» است. تماشاگرانی که توسط سرویس سینماسکور مورد بررسی قرار گرفتند به این فیلم نمره «A−» در مقیاس A+ تا F دادند، و آنهایی که توسط پست‌ترک نظرسنجی شدند نمره کلی ۶۸ درصد مثبت را به آن دادند و ۷۵ درصد از آن‌ها گفتند که قطعاً این فیلم را توصیه می‌کنند.

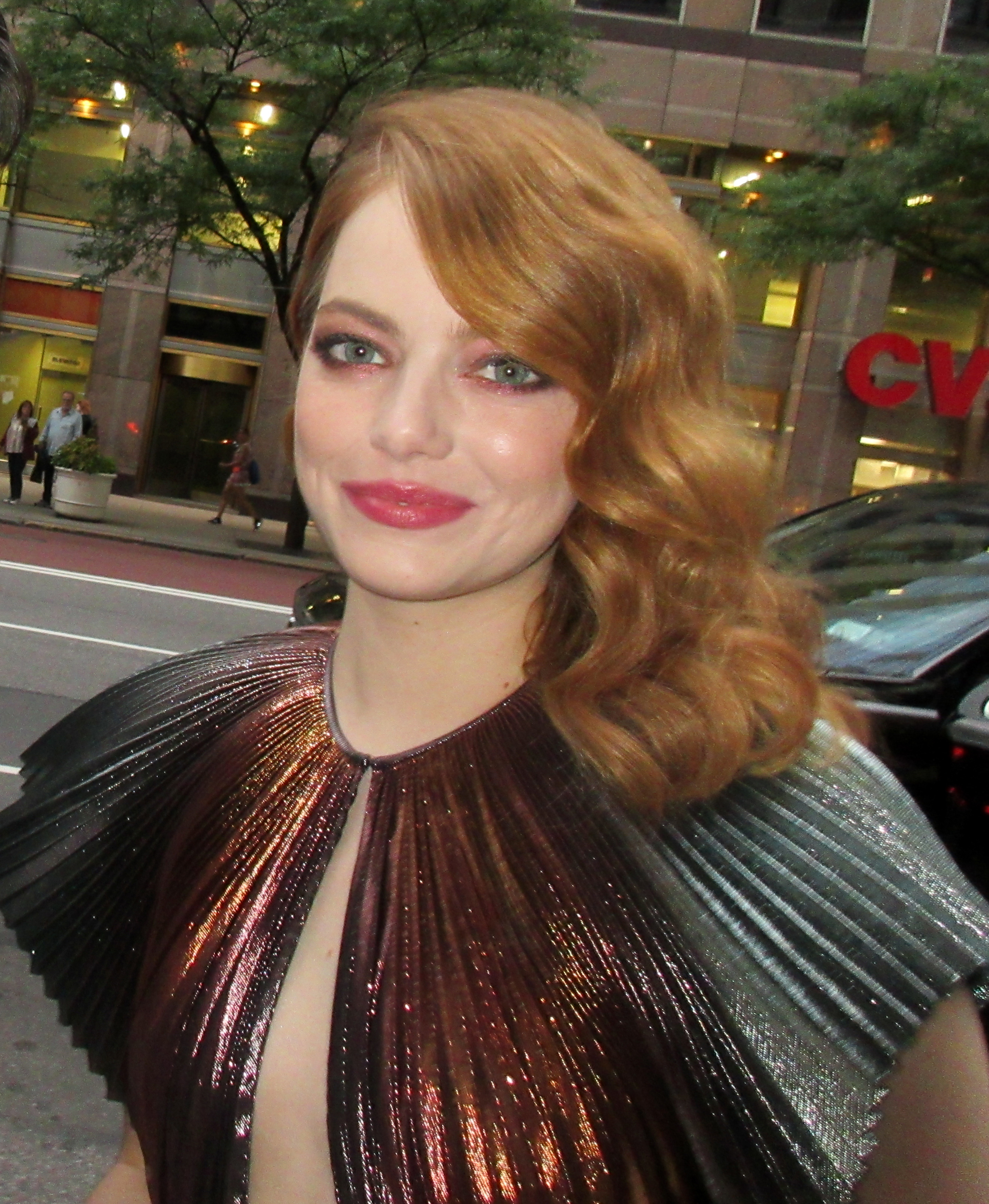
اما استون برای اجرایش تحسین شد.

استفانی زاکارک در مجلهٔ تایم نوشت که بیچارگان  «بهترین فیلم لانتیموس تا به امروز است، تصویری عجیب و زیبا که سخاوتمندی را هم به شخصیت‌هایش و هم به مخاطبان گسترش می‌دهد.» او اجرای استون را «شگفت‌انگیز» خواند. پیتر بردشاو از گاردین آن را یک «حماسهٔ طنزگونهٔ خوش‌ذوق» خواند و افزود که استون یک «اجرای خنده‌دارِ فراتر از حد معمول» ارائه کرده‌است.

### افتخارات
| جایزه           | تاریخ مراسم   | دسته‌بندی                                | دریافت‌کننده(ها)                                                | نتیجه    | منا.          |
| --------------- | ------------- | --------------------------------------- | -------------------------------------------------------------- | -------- | ------------- |
| جوایز اسکار     | ۱۰ مارس ۲۰۲۴  | بهترین فیلم                             | اد گینی، اندرو لو، یورگوس لانتیموس و اما استون                 | نامزدشده | [ ۴۱ ]        |
| جوایز اسکار     | ۱۰ مارس ۲۰۲۴  | بهترین کارگردانی                        | یورگوس لانتیموس                                                | نامزدشده | [ ۴۱ ]        |
| جوایز اسکار     | ۱۰ مارس ۲۰۲۴  | بهترین بازیگر زن                        | اما استون                                                      | برنده    | [ ۴۱ ]        |
| جوایز اسکار     | ۱۰ مارس ۲۰۲۴  | بهترین بازیگر نقش مکمل مرد              | مارک رافلو                                                     | نامزدشده | [ ۴۱ ]        |
| جوایز اسکار     | ۱۰ مارس ۲۰۲۴  | بهترین فیلم‌نامه اقتباسی                 | تونی مک‌نامارا                                                  | نامزدشده | [ ۴۱ ]        |
| جوایز اسکار     | ۱۰ مارس ۲۰۲۴  | بهترین موسیقی فیلم                      | جرسکین فندریکس                                                 | نامزدشده | [ ۴۱ ]        |
| جوایز اسکار     | ۱۰ مارس ۲۰۲۴  | بهترین طراحی صحنه                       | طراحی تولید: جیمز پرایس و شونا هیث؛ تزیین ست: زسوزا میهالک     | برنده    | [ ۴۱ ]        |
| جوایز اسکار     | ۱۰ مارس ۲۰۲۴  | بهترین فیلم‌برداری                       | رابی رایان                                                     | نامزدشده | [ ۴۱ ]        |
| جوایز اسکار     | ۱۰ مارس ۲۰۲۴  | بهترین چهره‌پردازی و آرایش مو            | نادیا استیسی، مارک کولیه و جاش وستون                           | برنده    | [ ۴۱ ]        |
| جوایز اسکار     | ۱۰ مارس ۲۰۲۴  | بهترین طراحی لباس                       | هالی وادینگتون                                                 | برنده    | [ ۴۱ ]        |
| جوایز اسکار     | ۱۰ مارس ۲۰۲۴  | بهترین تدوین                            | یورگوس ماوروپساریدیس                                           | نامزدشده | [ ۴۱ ]        |
| جوایز فیلم بفتا | ۱۸ فوریهٔ ۲۰۲۴ | بهترین فیلم                             | اد گینی، یورگوس لانتیموس، اندرو لو و اما استون                 | نامزدشده | [ ۴۲ ]        |
| جوایز فیلم بفتا | ۱۸ فوریهٔ ۲۰۲۴ | بهترین بازیگر نقش اول زن                | اما استون                                                      | برنده    | [ ۴۲ ]        |
| جوایز فیلم بفتا | ۱۸ فوریهٔ ۲۰۲۴ | بهترین فیلمنامه اقتباسی                 | تونی مک‌نامارا                                                  | نامزدشده | [ ۴۲ ]        |
| جوایز فیلم بفتا | ۱۸ فوریهٔ ۲۰۲۴ | بهترین فیلم‌برداری                       | رابی رایان                                                     | نامزدشده | [ ۴۲ ]        |
| جوایز فیلم بفتا | ۱۸ فوریهٔ ۲۰۲۴ | بهترین تدوین                            | یورگوس ماوروپساریدیس                                           | نامزدشده | [ ۴۲ ]        |
| جوایز فیلم بفتا | ۱۸ فوریهٔ ۲۰۲۴ | بهترین طراحی لباس                       | هالی وادینگتون                                                 | برنده    | [ ۴۲ ]        |
| جوایز فیلم بفتا | ۱۸ فوریهٔ ۲۰۲۴ | بهترین طراحی صحنه                       | شونا هیث، زسوزا میهالک و جیمز پرایس                            | برنده    | [ ۴۲ ]        |
| جوایز فیلم بفتا | ۱۸ فوریهٔ ۲۰۲۴ | بهترین آرایش و مو                       | نادیا استیسی                                                   | برنده    | [ ۴۲ ]        |
| جوایز فیلم بفتا | ۱۸ فوریهٔ ۲۰۲۴ | بهترین موسیقی فیلم                      | جرسکین فندریکس                                                 | نامزدشده | [ ۴۲ ]        |
| جوایز فیلم بفتا | ۱۸ فوریهٔ ۲۰۲۴ | بهترین جلوه‌های ویژه بصری                | سایمون هیوز                                                    | برنده    | [ ۴۲ ]        |
| جوایز فیلم بفتا | ۱۸ فوریهٔ ۲۰۲۴ | فیلم بریتانیایی ممتاز                   | یورگوس لانتیموس، اد گینی، اندرو لو، اما استون و تونی مک نامارا | نامزدشده | [ ۴۲ ]        |
| جوایز گلدن گلوب | ۷ ژانویهٔ ۲۰۲۴ | بهترین فیلم – موزیکال یا کمدی           | بیچارگان                                                       | برنده    | [ ۴۳ ] [ ۴۴ ] |
| جوایز گلدن گلوب | ۷ ژانویهٔ ۲۰۲۴ | بهترین بازیگر زن – فیلم موزیکال یا کمدی | اما استون                                                      | برنده    | [ ۴۳ ] [ ۴۴ ] |
| جوایز گلدن گلوب | ۷ ژانویهٔ ۲۰۲۴ | بهترین بازیگر نقش مکمل مرد              | ویلم دفو                                                       | نامزدشده | [ ۴۳ ] [ ۴۴ ] |
| جوایز گلدن گلوب | ۷ ژانویهٔ ۲۰۲۴ | بهترین بازیگر نقش مکمل مرد              | مارک رافلو                                                     | نامزدشده | [ ۴۳ ] [ ۴۴ ] |
| جوایز گلدن گلوب | ۷ ژانویهٔ ۲۰۲۴ | بهترین فیلم‌نامه                         | تونی مک‌نمارا                                                   | نامزدشده | [ ۴۳ ] [ ۴۴ ] |
| جوایز گلدن گلوب | ۷ ژانویهٔ ۲۰۲۴ | بهترین کارگردانی                        | یورگوس لانتیموس                                                | نامزدشده | [ ۴۳ ] [ ۴۴ ] |
| جوایز گلدن گلوب | ۷ ژانویهٔ ۲۰۲۴ | بهترین موسیقی                           | جرسکین فندریکس                                                 | نامزدشده | [ ۴۳ ] [ ۴۴ ] |